# 滨田地震
滨田地震（即1872年滨田地震，又称石见浜田地震）是指1872年3月14日发生于日本中国地方的强烈地震。
该次地震是日本山阴地方在2000年鸟取地震发生之前最近的一次规模达到7.0级以上的地震。该次地震共导致551人遇难和582人受伤。

## 前震
在主震发生当日上午11时，该地区曾发生过一次规模较小的前震。在主震发生前约1小时，该地还发生了一次相对较大的前震。

## 参数测定
该次地震震中位于日本滨田县滨田町（今岛根县滨田市），震级为Mj 7.1级。虽然日本气象厅未针对该次地震推测烈度分布情况，但日本地震学者宇佐美龙夫于2004年的研究认为，该次地震的最大震度为7。

## 震灾情况
受滨田地震影响，共有4506栋房屋全毁，另有230栋房屋被烧毁。共有551人遇难和582人受伤。据统计，共有6567起山体滑坡事件发生。
灾区政府根据贫民救助条例，向灾民直接支付了救助金。

## 后续
该次地震发生后，国分海岸一带隆起，形成了石见叠浦。